# AL 129-1
AL 129-1 és una articulació de genoll fossilitzada de l'espècie Australopithecus afarensis. Va ser descobert a Hadar, Etiòpia per Donald Johanson el novembre de 1973.
S'estima que té 3,4 milions d'anys. Les seves característiques inclouen un còndil lateral el·líptic i un eix femoral oblic com el que es troba en els éssers humans, cosa que indica bipedisme.

## Descobriment
El geòleg francès Maurice Taieb descobrí la formació Hadar el 1968. Després va formar l'IARE, convidant sobretot a Johanson, antropòleg nord-americà i director fundador de l'Institut d'Orígens Humvaans de Universitat Estatal d'Arizona; Jon Kalb, geòleg nord-americà; i Yves Coppens, un paleontòleg d'origen francès que ara té seu al Collège de France, per codirigir la investigació. Es va formar una expedició amb quatre participants nord-americans i set francesos, i a la tardor de 1973 l'equip va examinar Hadar (Etiòpia) per trobar fòssils i artefactes relacionats amb l'origen dels humans.
Van trobar nombrosos fòssils, però al principi cap homínid. Aleshores, el novembre de 1973, prop del final de la primera temporada de camp, Johanson va aprofitar un fragment fòssil que creia que era una costella d'hipopòtam. Va trobar que en realitat es tractava d'un fòssil d'una tíbia proximal, l'extrem superior d'una espinilla. Per la seva petita mida, va pensar que era un mico i va decidir recollir-lo. Mentre l'escrivia, va notar a uns quants metres un fèmur distal, l'extrem inferior de l'os de la cuixa. Aquesta es va dividir entre els còndils, o grumolls que unien el genoll.
L'altre còndil es trobava al costat i, quan els ajuntava i a la tíbia proximal, l'angle que formaven el fèmur i la tíbia a l'articulació del genoll mostrava clarament que es tractava d'un homínid vertical. Aquesta articulació angular era en contrast amb un simi, que té el fèmur i la tíbia formant una línia recta. Tom Gray va caminar cap amunt, i quan se li va mostrar la tíbia per si mateix, va pensar que era un mico, però quan se li va mostrar l'angle format amb la tíbia, va acordar que provenia d'un homínid.
Aquesta va ser una troballa immensament important, ja que seria la primera mostra d'homínids caminant en posició vertical de fa 3,4 milions d'anys. L'endemà de trobar el fòssil, Johanson començava a dubtar de la seva seguretat i hi havia una necessitat urgent de confirmació, ja que el seu acord amb el govern etíop obligava el seu equip a descriure les troballes en una conferència de premsa abans que marxés. No volia faltar a la seva primera interpretació fòssil important, però no se li permetria endur-se el fòssil per estudiar-lo tret que en donés una descripció. Aquell segon vespre va recordar una ruïna propera d'un túmul afar. La comparació de les troballes fòssils amb els ossos moderns exposats pel costat esfondrat del monticle va demostrar que, excepte la mida, els ossos eren pràcticament idèntics.
L'equip va tornar per la segona temporada de camp l'any següent i va trobar mandíbules d'homínids. Aleshores, el matí del 24 de novembre de 1974, Johanson i Gray estaven buscant en un barranc a uns dos quilòmetres i mig del lloc on s'havia descobert l'articulació del genoll, on Johanson va trobar el primer fragment fòssil de Lucy.